# داگمار لورز
داگمار لورز (انگلیسی: Dagmar Lurz؛ زادهٔ ۱۸ ژانویهٔ ۱۹۵۹) اسکیت‌باز نمایشی اهل آلمان است.